# Jørgen Haugen Sørensen
Jørgen Haugen Sørensen (født 3. oktober 1934 i København, død 18. november 2021 i Pietrasanta i Italien) var en af Danmarks betydningsfulde billedhuggere. Jørgen Haugen Sørensen opholdt sig og arbejdede siden sin ungdom i udlandet. I 1960'erne i Paris, siden Verona og fra 1971 mest i Pietrasanta i Toscana, Italien. Han modtog fra 1982 livsvarig kunstnerydelse fra den danske stat.
Jørgen Haugen Sørensen var bror til maleren og grafikeren Arne Haugen Sørensen.
Han modtog Eckersberg Medaillen i 1969 og Thorvaldsen Medaillen i 1979, Ny Carlsbergfondets romerstipendium, Statens Kunstfonds 3-årige stipendium, Statens Kunstfonds livsvarige ydelse, Anne Marie Carl Nielsen, Premio Fratelli Roselli – ”Pietrasanta e la Versilia nel mondo” 2016.
Jørgen Haugen Sørensen var medlem er kunstnersammenslutningerne Decembristerne og Grønningen samt Veksølund, Udstillingssted for Skulptur fra 1978-2010.
Han voksede op under 2. Verdenskrig, og hans tidlige barndomsår var derfor præget af krigens frygt.[kilde mangler]
Forældrene blev skilt, og Jørgen og hans bror Arne Haugen Sørensen blev boende hos moderen, Dagny, på Amager. 
Jørgen og broderen Arne blev ofte holdt inden døre og blev sat til at tegne og male.

## Karriere
Jørgen Haugen Sørensen begyndte som 15-årig i lære som gips- og pottemager i København. Allerede her viste han en enestående evne til at forme, men han fortsatte sine studier på egen hånd. Som 19-årig udstillede han i 1953 tre skulpturer på Charlottenborg i København.
Herefter begyndte han en lang og særdeles produktiv karriere som billedkunstner.
Jørgen Haugen Sørensen er især kendt for sine ekspressive dyre- og menneskefremstillinger, som for eksempel hans tidlige slagterscener.
I løbet af 1960'erne arbejdede Jørgen Haugen Sørensen i Paris og Italien, hvor han blev inspireret af den politiske og oprørske situation, som kendetegnede perioden. Her arbejdede han blandt andet med film.
Efter at have besøgt flere bronzeværksteder og marmorbrud i Italien begyndte Haugen Sørensen at arbejde med sten i et geometrisk formsprog. Det ekspressive udtryk bliver dog vedvarende i Haugen Sørensens kunst, samtidig med at han udvikler flere monumentale skulpturer.
Jørgen Haugen Sørensen har lavet flere udsmykningsopgaver over hele verden, blandt andet Huset der Regner på Sankt Hans Torv på Nørrebro i København.
Senest har Jørgen Haugen Sørensen udsmykket Københavns Domhus med værket Justitio og Vidnerne. Værket består af fem dramatiske relieffer, som står i kontrast til domhusets harmoniske arkitektur.

## Udvalgte offentlige skulpturer
De Kantede Bær´ Og De Glatte Glider København; Industriel Rejsning Den Olympiske park, Seoul, Korea; Tashankara Sakarya Cad. Ankara, Tyrkiet; Huset Der Regner København; Kolossen til Amager Ny Carlsbergfondet til Tårnby Kommune; Supplement til Titlens afskaffelse, Yorkshire Sculpture Park, England; Justitio og vidnerne Københavns Byret, Domhuset.

### Udvalgte separatudstillinger
- 2017 Jørgen Haugen Sørensen soloudstilling, Læsø Kunsthal, Læsø
- 2014 Justitio og vidnerne Thorvaldsens Museum
- 2011 Jørgen Haugen Sørensen i Cisternerne Cisternerne, København
- 2011 I dialog med Norbert Tadeusz Bornholm’s Kunstmuseum.
- 2007 Mens vi venter Skulpturgaden, Statens Museum for Kunst
- 2004 That’s why they call them dogs Felleshuset der Nordischen Botschaften, Berlin.
- 2002 Jørgen Haugen Sørensen Vigeland-Museet, Oslo, Norge
- 2000 Jeg Mener Jeg Ser Retrospektiv, KunstCentret Silkeborg Bad og Sophienholm, København
- 1993 Retrospektiv Yorkshire Sculpture Park, England
- Silent Witness Museo de Arte Moderno, Mexico City; Museo de Arte Contemporáneo de Oaxaca; Museo de Xalapa, Mexico.
- 1992 Retrospektiv Charlottenborg s.m. Carl Henning Petersen, København
- 1991      Halkbank Sanart Galerisi, Ankara, Tyrkiet
- 1983      San José Museum of Art, Californien, USA
- 1982      Charles Cowles Gallery, New York
- 1980      Jørgen Haugen Sørensen på Ny Carlsberg Glyptoteket Glyptoteket, København.
- 1976      Jørgen Haugen Sørensen Sonja Henies og Niels Onstads Stiftelser, Høvikodden, Norge
- 1975      Louisiana, Museum for moderne Kunst, Humlebæk m. Giovanni Meloni
- 1964      Fire Billedhuggere Louisiana, Museum for moderne Kunst, Humlebæk
- 1963      Galerie Ariel, Paris, Frankrig.
- 1961      Galleria del Naviglio, Milano, Italien.
- 1960      Galerie Børge Birch, København.

### Udvalgte gruppeudstillinger
- 1980 XI International Sculpture Conference Washington DC, US
- 1979 15 Biennale Middelheim Sculpture Park, Antwerpen, Belgien
- 1966 Jeune Sculpture Musée Rodin, Paris, Frankrig, 1966, 1969.
- 1961 The Pittsburgh International Exhibition of Contemporary Painting and Sculpture Museum of Art,
- Carnegie Institute, Pittsburgh, Pennsylvania, U.S.A. (salg til MoMA)
- 1959 Ungdomsbiennalen, Paris 1959 og 1963, vinder kritikerprisen i 1963 og 1965
- 1958 Biennalen i Venedig, Italien

## Udvalgte repræsentationer
Ny Carlsberg Glyptoteket, København, Statens Museum for Kunst, København; Louisiana, Museum for Moderne Kunst, Humlebæk; Carnegie Institute, Pittsburgh, Pennsylvania, USA; Nasjonalgalleriet, Oslo, Norge; Sonja Henies og Niels Onstads Stiftelser, Høvikodden, Norge; MoMA, Museum of Modern Art, New York, USA; Yorkshire Sculpture Park, Wakefield, England; Portofino Skulpturpark, Portofino, Italien.
Jørgen Haugen Sørensen donerede en stor del af sin private samling af egne værker til Bornholms Kunstmuseum i 2014.